# Anthemiphyllia spinifera
Anthemiphyllia spinifera är en korallart som beskrevs av Stephen D. Cairns 1999. Anthemiphyllia spinifera ingår i släktet Anthemiphyllia och familjen Anthemiphylliidae. Inga underarter finns listade i Catalogue of Life.